# 紀元前758年
紀元前758年（きげんぜん758ねん）は、西暦による年。

## 他の紀年法
- 干支 : 癸未
- 中国
  - 周 - 平王13年
  - 魯 - 恵公11年
  - 斉 - 荘公贖37年
  - 晋 - 文侯23年
  - 秦 - 文公8年
  - 楚 - 霄敖6年
  - 宋 - 武公8年
  - 衛 - 武公55年
  - 陳 - 平公20年
  - 蔡 - 戴侯2年
  - 曹 - 穆公2年
  - 鄭 - 武公13年
  - 燕 - 鄭侯7年
- 朝鮮
  - 檀紀1576年
- ユダヤ暦 : 3003年 - 3004年

## 死去
- 衛の武公